# Jiangxialepis retrospina
Jiangxialepis retrospina è un pesce agnato estinto, appartenente ai galeaspidi. Visse nel Siluriano inferiore (circa 438 - 434 milioni di anni fa) e i suoi resti sono stati ritrovati in Cina. E il più antico eugaleaspide noto.

## Descrizione
Come tutti i galeaspidi, questo animale possedeva una caratteristica apertura mediana sulla parte dorsale dello scudo cefalico. Jiangxialepis era caratterizzato da canali sopraorbitali situati posteriormente, l'assenza di canali mediani dorsali a forma di U e tre canali laterali traversi che si dipartivano dai canali infraorbitali. Era inoltre dotato di una spina mediana dorsale, una caratteristica che solitamente non si riscontra tra gli eugaleaspidi. Le aperture orbitali erano grandi e ovali, mentre l'apertura mediana interrompeva leggermente il margine rostrale dello scudo cefalico. Erano inoltre presenti sette canali trasversali su ogni lato. 

## Classificazione
Jiangxialepis retrospina venne descritto per la prima volta nel 2021, sulla base di resti fossili ritrovati nella formazione Fentou nella zona di Wuhan, in Cina, in terreni risalenti alla prima parte del Siluriano (Llandovery). È considerato il membro più antico degli eugaleaspidi, un gruppo derivato dei galeaspidi, un clade di pesci corazzati senza mascelle tipici dell'Asia orientale e dotati di un caratteristico foro mediano. Jiangxialepis è ascrivibile alla famiglia Shuyuidae, comprendenti gli eugaleaspidi più arcaici. 

## Paleoecologia
Jiangxialepis viveva probabilmente in acque salmastre in un ambiente di delta o di estuario. 